# Neu! (альбом)
Neu! — дебютный альбом группы краут-рока Neu!, впервые выпущенный в 1972 году. Альбом носил новаторский характер, создав принципиально новую структуру популярного музыкального произведения, названную «моторик-бит».

## История и характеристика альбома
Сразу после ухода из Kraftwerk осенью 1971 года гитарист Михаэль Ротер и барабанщик Клаус Дингер создали собственную группу Neu!, которое изменила лицо немецкого рока навсегда — в конце концов, повлияв и на своего бывшего руководителя Флориана Шнайдера из Kraftwerk. Альбом Kraftwerk 1974 года под названием Autobahn стал переосмыслением музыки этого альбома Neu!, музыкой, предназначенной для езды в автомобиле.
В первом же альбоме Ротер и Дингер продемонстрировали свои основополагающие идеи. Это разработка так называемого «моторик-бита» в таких треках, как «Hallogallo» и «Negativland». Группа деконструировала традиционный песенный формат с куплетами и припевами, вступлениями и сменами тем и настроений и свела его к одинокому минималистскому биту в размере 4
4, который Дингер бесконечно повторяет на барабане, при этом его игра порождает мощное, концентрированное возбуждение с ощущением поступательного движения подобно езде по автостраде. Ротер дополняет ритм Дингера, избегая аккордовых ходов и предлагая вместо этого гармонический гул — единственный гитарный аккорд с множеством наложений. Большинство остальных треков в альбоме — медленные и тягучие, близкие стилям эмбиент и иногда — индастриал.

## Признание
По утверждению Дингера, сразу после издания альбом Neu! был продан тиражом около 30 000 экземпляров, что на тот момент было очень хорошо для альбома андерграундной музыки. На текущий момент этот альбом считается шедевром, о чём говорили многие, включая Дэвида Боуи, Брайана Ино и Тома Йорка из Radiohead.

## Список композиций

### Сторона 1
1. «Hallogallo» — 10:07
2. «Sonderangebot» — 4:51
3. «Weissensee» — 6:46

### Сторона 2
1. «Jahresübersicht (Part One): im Glück» — 6:53
2. «Jahresübersicht (Part Two): Negativland» — 9:47
3. «Jahresübersicht (Part Three): lieber Honig» — 7:18

## Участники записи

### Члены группы
- Михаэль Ротер — гитара, бас-гитара
- Клаус Дингер — кото (японское банджо), барабаны, гитара

### Дополнительный персонал
- Конрад Конни Планк — продюсер, инженер